# Carlotta Maggiorana
Carlotta Maggiorana (ur. 3 stycznia 1992 w Montegiorgio) – włoska aktorka filmowa oraz modelka. Miss Włoch 2018. Jest to pierwsza w historii konkursów Miss Włoch zwyciężczyni (będąca w momencie zdobycia korony Miss) w związku małżeńskim (od 2017 r. z Emiliano Pierantoni).

## Wybrana filmografia
- 2011: Drzewo życia (film 2011), dir.: Terrence Malick
- 2011: I soliti idioti - Il film, dir.: Enrico Lando
- 2012: I 2 soliti idioti, dir.: Enrico Lando
- 2013: Un fantastico via vai, dir.: Leonardo Pieraccioni